# Hyuga Hinata
Hyūga Hinata (日向 ヒナタ Nhật Hướng Sồ Điền) là một nhân vật hư cấu trong loạt anime và manga Naruto do Kishimoto Masashi tạo ra. Hinata là một kunoichi và là cựu thừa kế của gia tộc Hyūga đến từ ngôi làng hư cấu Mộc Diệp. Cô cũng là thành viên của Đội 8, bao gồm Inuzuka Kiba cùng với chú chó ninja Akamaru, Aburame Shino và thủ lĩnh Yuhi Kurenai. Ở đầu bộ truyện, Hinata bày tỏ sự ngưỡng mộ mãnh liệt của mình dành cho nhân vật chính Uzumaki Naruto, dần dần biến thành tình yêu khi câu chuyện tiến triển về sau. Hinata đã xuất hiện vài lần trong các phim điện ảnh của series Naruto, trong đó nổi bật nhất là Naruto: Trận chiến cuối cùng (2014), với nội dung xoay quanh mối quan hệ giữa cô với Naruto. Cô cũng có mặt trên nhiều phương tiện truyền thông khác liên quan đến nhượng quyền thương mại, bao gồm trò chơi điện tử, OVA, và phần manga và anime tiếp theo Boruto – Naruto hậu sinh khả úy (2016) với vai trò là mẹ của Uzumaki Boruto và Uzumaki Himawari, đồng thời được đặt tên là Uzumaki Hinata (うずまき ヒナタ).
Kishimoto ban đầu tạo ra Hinata như một người sẽ không tham gia chiến đấu xuyên suốt câu chuyện, nhưng cuối cùng ông đã chọn miêu tả cô là một kunoichi. Trong quá trình thực hiện bộ truyện, Kishimoto đã quyết định để Hinata kết hôn với Naruto; tuy nhiên, cốt truyện liên quan đến chuyện tình lãng mạn của họ được nhà biên kịch Kyozuka Maruo nghĩ ra. Thiết kế Hinata được Kishimoto sửa đổi trong xuyên suốt truyện để phù hợp với sự phát triển tính cách nhân vật. Cô được Mizuki Nana lồng tiếng trong loạt phim hoạt hình gốc và Stephanie Sheh trong bản chuyển thể tiếng Anh. Sự đón nhận đối với nhân vật này chủ yếu là tích cực do những hành động của cô trong bộ phim và vai trò lớn hơn của cô trong Naruto: Trận chiến cuối cùng — những tương tác giữa cô với Naruto và sự tham gia chiến đấu của cô với nhân vật phản diện của bộ phim đã được ca ngợi. Hinata cũng nổi tiếng đối với đa số độc giả Naruto, đạt thứ hạng cao trong các cuộc thăm dò. Nhiều ấn phẩm dựa trên hình tượng nhân vật Hinata đã được phát hành, bao gồm các mô hình động, tượng cỡ nhỏ và móc chìa khóa.

## Sáng tạo và hình thành nhân vật

Thiết kế ban đầu của Hinata rất khác so với thiết kế cuối cùng; cô không được miêu tả là một ninja.

Khi tạo ra Hyuga Hinata, Kishimoto Masashi đã đưa cho một trong những người trợ lý của mình xem qua bản thiết kế ban đầu về nhân vật. Trong bản phác thảo này, Hinata không phải là ninja mà thay vào đó là một cô gái yểu điệu mặc váy. Kishimoto cho biết ông tạo ra bản thiết kế này cho vui, đồng thời nhấn mạnh rằng ông muốn Hinata có một tính cách khác. Tuy nhiên, bản thiết kế cuối cùng đã được thay đổi sau đó, với việc Hinata trở thành ninja và là một người theo đuổi hình mẫu hiện đại.
Trong một cuộc phỏng vấn vào năm 2017, Kishimoto cho biết rằng ông đã quyết định cho Uzumaki Naruto và Hinata kết hôn từ giai đoạn đầu của bộ manga. Ông cảm thấy rằng tình yêu giữa họ là định mệnh khi Hinata đã luôn ủng hộ Naruto ngay từ đầu, thậm chí còn trước cả Umino Iruka; tuy nhiên, điều này khiến vợ ông tức giận vì bà muốn Naruto có một cái kết đẹp với Haruno Sakura. Khi mức độ nổi tiếng của nhân vật này ngày càng tăng, Kishimoto quyết định rằng Hinata sẽ giữ một vai trò lớn hơn trong phần phim cuối cùng. Do đó, ông đã nảy ra ý định khiến cho anh họ của Hinata, Hyuga Neji hi sinh, để cô có thể hỗ trợ Naruto trong khi được Neji bảo vệ trước lúc hi sinh. Họa sĩ diễn hoạt Chengxi Huang, người đứng sau nhiều thước phim Naruto đã thích cặp đôi này kể từ khi anh bắt đầu làm việc trong Naruto Shippuden, thường hay vẽ cảnh riêng tư của hai người và đáng chú ý nhất là phân cảnh Hinata tát Naruto để trấn an anh sau cái chết của Neji. Trong quá trình làm phim, anh cảm ơn Kishimoto vì đã chấp nhận thực hiện Naruto: Trận chiến cuối cùng, bộ phim mà cặp đôi được khám phá cặn kẽ hơn. Sau đó, anh đã tạo một video cho thấy cảnh Hinata và Naruto nằm khỏa thân trên giường cùng nhau và đăng lên trang Instagram của mình, tuy nhiên đã xóa nó sau khi nhận phải phản ứng dữ dội của người hâm mộ vì không phù hợp với đối tượng khán giả.
Trong bộ phim Naruto: Trận chiến cuối cùng (2014), Hinata đã đan một chiếc khăn quàng đỏ cho Naruto. Điều này dựa trên cách mà vợ của Kishimoto từng làm cho ông và mang lại nhiều tiếng cười cho nhân viên trong quá trình thực hiện bộ phim. Nhà biên kịch Kyozuka Maruo cho biết anh muốn khắc họa mối tình tay ba giữa Naruto, Hinata và Otsutsuki Toneri trong Naruto: Trận chiến cuối cùng. Nhân vật Hinata cũng có bước phát triển về tâm lý trong phim khi cô quyết định gác lại tình cảm cá nhân của mình với Naruto và chấp nhận lời cầu hôn của Toneri để có thể giải cứu người em gái Hyuga Hanabi. Kishimoto cảm thấy bối rối khi nói đến phân đoạn lãng mạn trong phim, nói rằng ông không chắc liệu mình có thể xem cảnh hôn của Naruto và Hinata hay không. Tuy vậy, ông vẫn cảm thấy hài lòng lẫn buồn vì sự phát triển của hai nhân vật và coi họ như con của mình.

### Thiết kế
Trong Phần II, Hinata được thiết kế trông giống như một người phụ nữ xinh đẹp nhưng không dựa vào trang điểm và tập trung nhiều hơn vào sức chiến đấu.
Ngoại hình của Hinata được thay đổi ít nhiều khi cô trở thành một thiếu nữ. Trang phục cô mặc rất đa dạng từ đồng phục nữ sinh đến quần áo thể hiện phong thái trưởng thành. Hinata xem khả năng di chuyển là rất quan trọng, vì vậy cô thường diện quần áo với giày gót thấp. Để khắc họa cô như một người phụ nữ trưởng thành hơn, Kishimoto đã xây dựng trong đầu một hình tượng mạnh mẽ cho Hinata. Tuy nhiên, việc vẽ Hinata với một khuôn mặt xinh đẹp và nữ tính rất khó khăn, do đó ông giao công việc này cho Nishio Tetsuya phụ trách. Ngoài ra, ông còn lên ý tưởng thiết kế cho cô một chiếc túi đeo eo. Khác hẳn với sự ngượng ngùng trước mặt Naruto, Hinata luôn mang một vẻ mặt mơ màng, dấu hiệu đặc trưng của một người phụ nữ chìm đắm trong tình yêu.
Trong bộ phim Boruto: Naruto the Movie (2015) và các dự án tiếp theo, Hinata đã được thiết kế lại. Kishimoto để tóc ngắn cho Hinata nhằm tránh gây trở ngại cho cô do thường xuyên phải tương tác với các con của mình. Trang phục của cô cũng được tạo ra nhằm phù hợp với sự trưởng thành của một bà nội trợ trong khi vẫn giữ được phong cách thời trang mà Hinata yêu thích.

### Diễn viên lồng tiếng

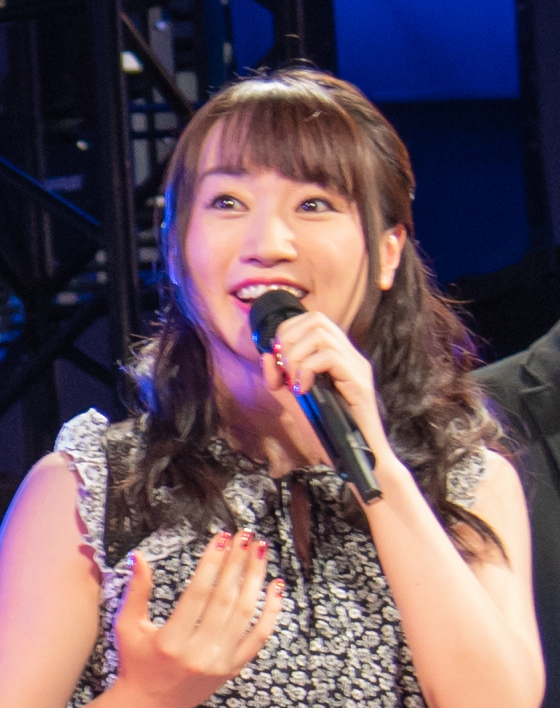
Hinata được Mizuki Nana lồng tiếng trong bản phim tiếng Nhật.

Mizuki Nana, diễn viên lồng tiếng tiếng Nhật cho Hinata, đã vô cùng bất ngờ trước sự quan tâm dành cho nhân vật mà cô đảm nhận. Sau khi nhìn thấy Hinata lúc còn là một thiếu nữ, Mizuki nhận xét rằng cô cảm thấy kinh ngạc vì Hinata đã trở nên nữ tính và trưởng thành đến nhường nào. Cô cũng bày tỏ cảm xúc tương tự về sự tương tác giữa Hinata với Naruto khi còn trẻ. Những đặc điểm về tính cách của nhân vật như không bao giờ bỏ cuộc bất kể tình huống nào là điều khiến Mizuki thích ở Hinata. Cảnh yêu thích của cô trong phim là lời tỏ tình của Naruto dành cho Hinata. Mizuki rất vui vì điều này có ý nghĩa với nhân vật của cô, nhưng cô không thích giây phút Hinata đứng về phía Toneri.
Stephanie Sheh, diễn viên lồng tiếng tiếng Anh cho Hinata, ban đầu thử giọng cho cả Hinata và Haruno Sakura. Cô cảm thấy rất vui khi nhận được vai Hinata vì bản thân cũng từng gặp phải những vấn đề liên quan đến lòng tự trọng. Sheh nói rằng cô muốn nhân vật của mình có kết thúc tốt đẹp với Naruto vì tình cảm của Hinata dành cho anh.

## Xuất hiện

### TrongNaruto
Hinata là con gái lớn của Hyuga Hiashi, trưởng tộc Hyuga, từ nhỏ cô đã được nuôi dưỡng để trở thành người thừa kế tiếp theo của gia tộc này. Khi còn nhỏ, Hinata từng bị bắt cóc bởi một ninja làng Mây. Hiashi đã giết chết kẻ bắt cóc để cứu con, song làng Mây lại dựa vào đó để vu khống làng Lá không tuân thủ cam kết hòa bình vừa mới được thông qua và yêu cầu phải bồi thường bằng cách giao nộp thi thể của Hiashi. Chú của Hinata là Hizashi đã tình nguyện hy sinh mạng sống của mình để bảo vệ gia tộc và làng Lá. Lớn lên, Hinata được huấn luyện bởi Hiashi, nhưng ông bắt đầu nghi ngờ về khả năng lãnh đạo gia tộc của cô sau khi chứng kiến những trận đấu tập nội bộ. Kết quả là, ông đã truất quyền thừa kế gia tộc của Hinata và trao nó lại cho người em gái Hyuga Hanabi. Hinata cũng gặp Uzumaki Naruto lúc còn nhỏ, nảy sinh tình cảm với anh sau khi Naruto ra sức bảo vệ cô trong khi cô bị bắt nạt vì đôi mắt đặc biệt của mình. Sự kiện đó cùng với việc Naruto không chịu khuất phục trước nghịch cảnh đã truyền cảm hứng để Hinata trở thành một con người mạnh mẽ hơn. Tuy nhiên, sự ngưỡng mộ của Hinata dành cho Naruto dần dần chuyển thành tình cảm lãng mạn.
Hinata được giới thiệu lần đầu trong Phần I của manga Naruto là tại Kỳ thi Chunin, một loạt các bài kiểm tra nhằm đánh giá năng lực của mỗi tân binh, cô được xếp chung đội với Inuzuka Kiba và Aburame Shino, dưới sự hướng dẫn của Yūhi Kurenai. Cô tiến đến vòng thi thứ ba, nơi cô phải đối đầu với người anh họ của mình, Hyuga Neji. Bất chấp nỗi sợ của Hinata, Naruto đã động viên cô tiếp tục chiến đấu với Neji. Hinata suýt nữa bị Neji giết chết, và Naruto quyết tâm sẽ trả thù cho cô. Cuối phần I, sau khi Naruto rời đi để được Jiraiya huấn luyện, Hinata thề sẽ trở nên mạnh mẽ hơn. Trong Phần II, hai năm rưỡi sau các sự kiện của Phần I, Hinata đã được thăng cấp lên Chunin và gặp lại Naruto, cô ngất xỉu ngay khi nhìn thấy anh lần đầu tiên sau nhiều năm. Hinata và đội của cô hỗ trợ Đội Kakashi trong một nhiệm vụ tìm kiếm ninja bất hảo Uchiha Sasuke và anh trai Uchiha Itachi, mặc dù nhiệm vụ cuối cùng vẫn thất bại. Sau khi thủ lĩnh tổ chức khủng bố Akatsuki, Pain, tấn công làng Lá và thắng thế trong trận chiến với Naruto, Hinata đã cố gắng cứu Naruto đồng thời thổ lộ tình cảm của mình dành cho anh. Mặc dù Hinata đã bị Pain hạ gục để khiến Naruto phải trải qua những mất mát của mình nhưng cô vẫn sống sót và vết thương của cô được Haruno Sakura chữa lành ngay sau đó. Khi Đại chiến Ninja lần thứ tư bắt đầu, Hinata được xếp cùng sư đoàn với Neji, và cô đã cùng Naruto chiến đấu chống lại Thập Vĩ sau khi anh họ của cô hy sinh bản thân để bảo vệ hai người. Cô đánh bại bản sao của Thập Vĩ nhưng sau đó bị bắt vào Tsukuyomi Vô hạn, tưởng tượng ra mối quan hệ giữa mình với Naruto trước khi được giải thoát. Sau khi Naruto đánh bại và cảm hóa Sasuke, Hinata và những người khác được giải thoát khỏi Tsukuyomi Vô hạn. Sau đó, cô đến dự đám tang của Neji cùng Naruto và những shinobi còn lại của làng Lá. Trong nhiều năm tiếp theo, Hinata và Naruto kết hôn với nhau và có hai người con, một con trai tên là Uzumaki Boruto và một con gái tên là Uzumaki Himawari.

### TrongNaruto: Trận chiến cuối cùng

Ba hình tượng phổ biến nhất của Hyuga Hinata trong Naruto: Trận chiến cuối cùng. Trong khi Kishimoto Masashi là người vẽ cả ba tạo hình ấy, ông đã để Nishio Testuya đảm nhận việc phác họa tạo hình của Hinata lúc là một thiếu nữ (trái) do bản thân ông thiếu kinh nghiệm vẽ phụ nữ.

Các sự kiện của Naruto: Trận chiến cuối cùng diễn ra hai năm sau Đại chiến Ninja trong loạt phim Phần II. Ở tuổi 19, Hinata hy vọng có thể tặng cho Naruto một chiếc khăn quàng cổ màu đỏ do tự tay cô đan như một món quà thể hiện tình cảm. Ngay sau đó, Otsutsuki Toneri xâm nhập vào làng Lá và bắt cóc em gái của Hinata, Hanabi, để sử dụng Byakugan (白眼 nghĩa là "Bạch Nhãn", manga bản tiếng Anh: "Đôi mắt quỷ dữ"/"Đôi mắt nhìn thấy mọi thứ") làm đôi mắt mới của riêng mình. Hinata cùng Đội Kakashi và Nara Shikamaru thực hiện nhiệm vụ giải cứu Hanabi. Trong cuộc hành trình qua ngôi làng Shinobi bị bỏ hoang của gia tộc Otsutsuki, Naruto đã đáp lại tình cảm của Hinata dành cho mình. Mặc dù vậy, Hinata đã liên lạc được với linh hồn của tổ tiên gia tộc Hyuga, Otsutsuki Hamura, mong muốn cô có thể giúp đỡ ông với tư cách là "Công chúa Bạch Nhãn"; vì thế, cô chấp nhận bị Toneri bắt đi với ý định họ sẽ trở thành vợ chồng để cô có thể thuận tiện phá hủy Tenseigan (転生眼 nghĩa là "Thiên Sinh Nhãn"). Tuy nhiên, Toneri đã phát hiện ra sự việc và tẩy não Hinata sau khi phá hủy chiếc khăn mà cô định tặng cho Naruto. Đội của Naruto cuối cùng cũng bắt kịp, bắt đầu một cuộc tấn công lớn vào cung điện của Toneri. Cả đội tách ra, Naruto xông vào lễ cưới ngay khi Toneri chuẩn bị hôn Hinata, trong khi những người khác bảo vệ Hanabi. Hinata thực hiện ý nguyện của Hamura bằng việc giúp Naruto tiêu diệt Thiên Sinh Nhãn và ngăn chặn Toneri. Mặc dù vậy, lượng chakra từ Thiên Sinh Nhãn của Toneri đã cho hắn ta nguồn sức mạnh khủng khiếp để cắt đôi mặt trăng, đặt Hinata vào một chiếc lồng chim khổng lồ. Naruto sử dụng Trạng thái Chakra Cửu Vĩ, và một trận đấu tay đôi long trời lở đất diễn ra. Naruto nhận lấy mảnh khăn còn sót lại của Hinata và cô đã truyền chakra cho anh để tung ra một cú đấm đánh bật Toneri vào tường và hạ gục hắn ta, ngăn mặt trăng rơi xuống. Hinata lấy lại đôi mắt của Hanabi từ Toneri và trả lại cho em gái cô. Ít lâu sau, tình cảm giữa Hinata và Naruto ngày một khăng khít hơn và họ tiến tới hôn nhân.

### TrongBoruto
Trong Boruto – Naruto hậu sinh khả úy, Hinata cố gắng tổ chức cho Himawari một bữa tiệc sinh nhật khi Naruto vắng mặt vì anh đã trở thành Hokage. Sau đó, cô theo dõi Boruto khi cậu tham dự Kỳ thi Chunin; Naruto đã nhờ cô sử dụng Bạch Nhãn để xác định con trai họ đang gian lận bằng cách sử dụng một loại nhẫn cụ. Sau khi Otsutsuki Momoshiki và Otsutsuki Kinshiki tấn công và bắt cóc Naruto, Hinata đã cố gắng đuổi theo bọn chúng nhưng bị đánh bật sang một bên và bị thương; cô sau đó được Sakura chữa trị. Hinata không đồng tình việc Boruto tham gia vào đội giải cứu của Sasuke, nhưng cô cuối cùng cũng chấp nhận. Sau khi Naruto được giải cứu, cô cùng anh sửa chiếc áo khoác bị hỏng của Boruto, nhưng cậu con trai từ chối nhận sự giúp đỡ của cha mẹ.

### Trong các dự án khác
Ngoài Naruto: Trận chiến cuối cùng và Boruto – Naruto hậu sinh khả úy, Hinata còn góp mặt trong năm bộ phim điện ảnh khác của Naruto. Trong Naruto Shippūden: Cái chết tiên đoán (2007), cô và Shino đã đồng hành cùng Đội 7 trong một khoảng thời gian ngắn. Trong Naruto Shippūden: Nhiệm vụ bí mật (2008), Hinata, Naruto và Sakura thực hiện nhiệm vụ hộ tống Amaru và Shinno trở về làng của họ; Hinata đã hiểu lầm về cái chết của Amaru và bị bắt đi cùng với dân làng, nhưng sau đó được Amaru giải cứu. Trong Naruto Shippūden: Người kế thừa ngọn lửa ý chí (2009), cô đi tìm Naruto và Sakura, những người đang tìm kiếm Hatake Kakashi; cô hợp sức cùng Neji tấn công các con quái thú của Ni, Ichi và San, sau đó họ kết hợp với nhau tiêu diệt nó hoàn toàn. Trong Naruto: Huyết ngục (2011), Hinata nằm trong một đội thực hiện nhiệm vụ đưa Naruto thoát khỏi Huyết ngục. Trong Naruto: Đường tới Ninja (2012), diễn ra trước Đại chiến Ninja lần thứ tư, Hinata chiến đấu chống lại cuộc tấn công từ Akatsuki trong khi một phiên bản khác của chính cô, ăn mặc mát mẻ hơn, tự tin và quyết đoán hơn, xuất hiện trong Thế giới Ảo thuật do Uchiha Obito tạo ra. Một bộ light novel có tựa đề Sakura Hiden: Suy nghĩ về tình yêu, gió và mùa xuân (2015), được viết bởi Ōsaki Tomohito và minh họa bởi Kishimoto, tường thuật chi tiết buổi hẹn hò giữa Hinata và Naruto, cặp đôi cố gắng giải cứu Sakura sau khi cô bị Tsumiki Kido bắt cóc nhưng Sakura đã tự cứu mình.

## Đón nhận

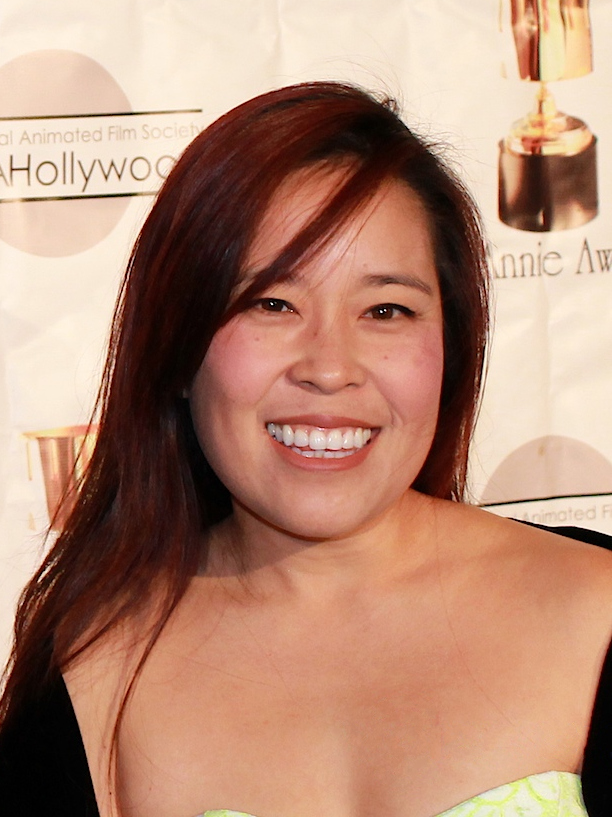
Stephanie Sheh, diễn viên lồng tiếng Anh cho Hinata, đã nhận được nhiều lời khen ngợi.

Hinata là một nhân vật nổi tiếng đối với những người hâm mộ Naruto, đứng thứ 10 trong cuộc bình chọn nhân vật nổi tiếng hàng năm lần đầu tiên, đứng thứ 6 trong lần thứ hai và thứ ba, đứng thứ 12 trong lần thứ tư, đứng thứ 13 trong lần thứ sáu và đứng thứ 10 trong lần thứ bảy. Amy McNulty của Anime News Network khen ngợi Stephanie Sheh vì đã "truyền tải đầy đủ sự nhút nhát, lo lắng và quyết tâm của nhân vật một cách đồng thời". Hàng hóa ăn theo Hinata đã được phát hành, bao gồm các bức tượng nhỏ.
Đánh giá về một trong những tiểu phần đầu tiên của bộ truyện, Carl Kimlinger của Anime News Network nói rằng cuộc chiến của Hinata đã kích thích cô "quyết tâm thay đổi" vì bản tính yếu đuối của mình. Charles White của IGN rất thích những biến chuyển nội tâm của nhân vật Hinata trong phần phim hoạt hình đầu tiên, ca ngợi cách cô một mình chiến đấu để cứu Naruto khỏi tên phản diện Jiga. Trong tiểu phần cuối cùng của bộ truyện, Chris Beveridge của The Fandom Post thích cách Hinata hỗ trợ Naruto và giúp anh tiếp tục chiến đấu chống lại kẻ thù. Nhà phê bình Fujimoto Yukari nói rằng Hinata, cùng với những nhân vật nữ khác, ưu tiên tình yêu trên hết, coi nó quan trọng hơn là làm một ninja xuất sắc. Sau khi nhìn thấy cô lần đầu tiên trong Phần II của loạt phim, Jason Thompson đã rất thích tạo hình của Hinata và mong rằng cô và Naruto sẽ trở thành một cặp trong tương lai. Kết thúc bộ truyện, Ramsey Isler của IGN nói rằng mặc dù Hinata và Naruto gắn bó với nhau không phải là một điều quá bất ngờ, nhưng nó vẫn làm thất vọng một số người hâm mộ muốn Naruto bắt đầu mối quan hệ với Haruno Sakura.
Phản ứng của người xem đối với mối quan hệ giữa Naruto và Hinata trong Naruto: Trận chiến cuối cùng nhìn chung là tích cực. Charles Solomon của Los Angeles Times coi mối quan hệ của họ trong phim là một "mối tình lãng mạn vụng về", trong khi Japanator.com viết rằng những trục trặc trong chuyện tình cảm của Hinata là một trong những khía cạnh đẹp đẽ của bộ phim. McNulty nói rằng, mặc dù ban đầu chuyện tình lãng mạn này có vẻ vụng về nhưng càng về sau nó đã trở nên hấp dẫn hơn nhiều đối với người xem. Brendan Ha của Otaku USA cảm thấy rằng trong khi nhiều độc giả nhận ra tình cảm mà Hinata dành cho Naruto ngay từ khi lần đầu cô xuất hiện trong bộ truyện, nhưng tình cảm mà Naruto dành cho cô không dễ để nhìn thấu như vậy và do đó nó đã được thể hiện rõ hơn trong Naruto: Trận chiến cuối cùng. Ha khen ngợi cách Hinata cố gắng thổ lộ tình cảm với Naruto khiến bộ phim trở nên "cảm động". Beveridge cảm thấy sự phát triển của cả hai nhân vật rất thú vị, nhưng anh cũng nói rằng bản thân muốn bộ phim được cô đọng hơn để chỉ tập trung vào cặp đôi chính. Cây viết Dan Rhodes của UK Anime Network đồng tình với Beveridge, nói rằng cốt truyện chính của bộ phim nên tập trung vào mối quan hệ giữa Hinata và Naruto hơn là sự xuất hiện của nhân vật phản diện mà anh coi là đáng quên. Chris Homer, một cây viết khác của The Fandom Post, cảm thấy rằng suốt 15 năm qua người hâm mộ Naruto đã luôn muốn nhìn thấy cặp đôi đặc biệt này gần gũi với nhau và bộ phim đã "mang đến" điều đó; anh cũng ca ngợi mối quan hệ giữa Hinata và Sakura khi Sakura cố gắng giúp Hinata thổ lộ tình cảm của mình với Naruto. David West của Neo nói rằng mối quan hệ giữa Hinata và Naruto được thể hiện tốt, và anh khen ngợi việc đưa vào các tình tiết xảy ra trước đó trong loạt truyện khi mà hai nhân vật là một cặp, ngoài ra anh cũng rất thích vai trò của Hinata trong phim và những gì đã diễn ra giữa cô và nhân vật phản diện.
Tháng 3 năm 2018, họa sĩ diễn hoạt người Trung Quốc Chengxi Huang đã đăng tải một đoạn video Naruto và Hinata khỏa thân ôm nhau trên giường lên trang Instagram cá nhân. Video nhận phải phản ứng dữ dội từ người hâm mộ vì không phù hợp với đối tượng khán giả. Huang đưa ra lời xin lỗi cho rằng hình ảnh trên chỉ đơn thuần là luyện tập và anh muốn miêu tả cuộc sống thường ngày của một cặp vợ chồng, nhưng sau đó vẫn xóa đoạn video đó.